# Campugnan
 Campugnan  es una población y comuna francesa del departamento de Gironda en la región de Nueva Aquitania.

## Demografía
| 353 | 348 | 303 | 404 | 427 | 407 | 491 |
| Para los censos de 1962 a 1999 la población legal corresponde a la población sin duplicidades (Fuente: INSEE [Consultar]) |     |     |     |     |     |     |